# Хмарно

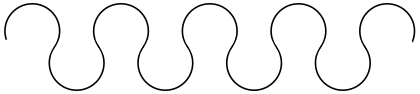
Лінія хмарності

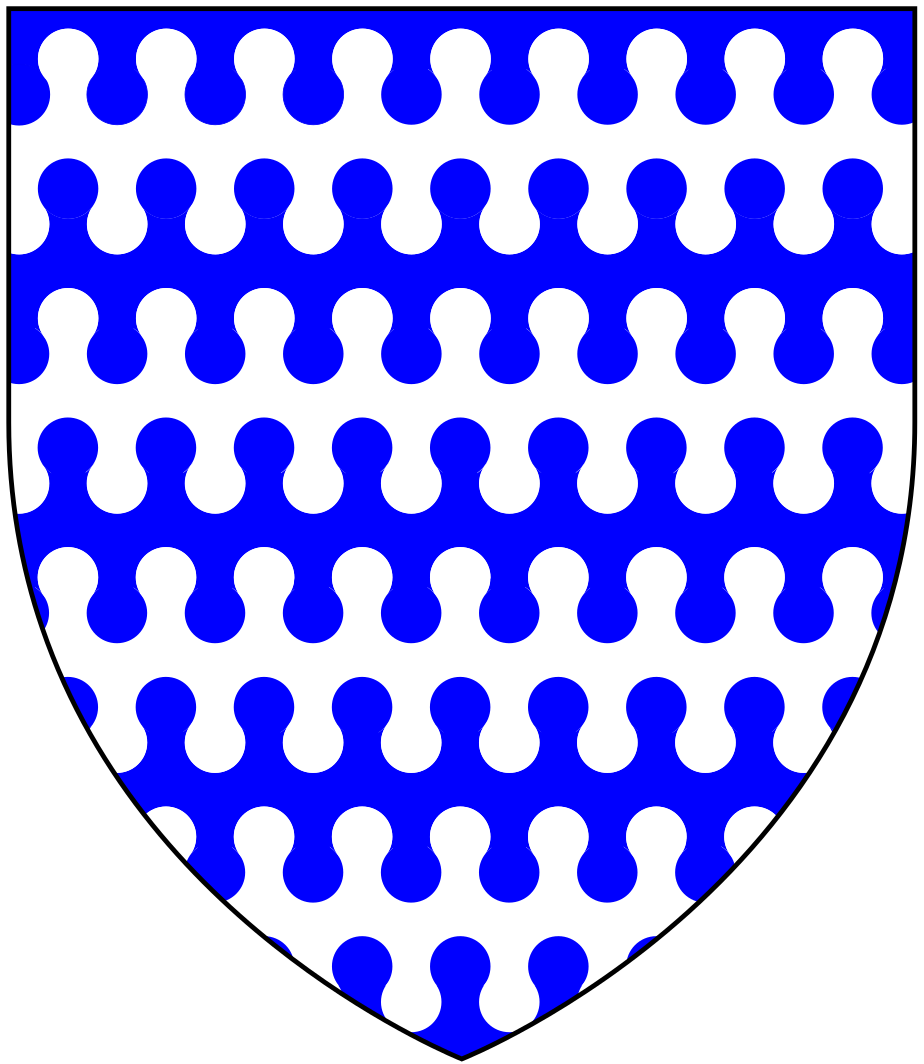
Геральдичний щит із зображенням хмарності з дев’яти блакитних і срібних смуг

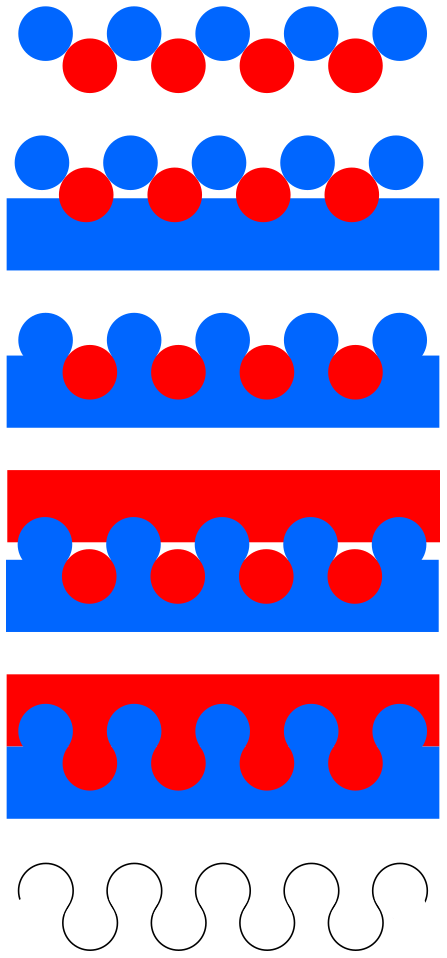
Діаграма, що ілюструє конструкцію Небуля

У геральдиці та архітектурі лінія, яка намальована хмарно, складається з ряду колових виступів, що мають нагадувати хмари. 

## Опис
В англійській геральдиці термін походить від латинського слова nebula, «туман, пара або хмара». Лінія хмарностізвивається в одному напрямку, описуючи форму трьох чвертей кола, потім аналогічно в іншому напрямку, зберігаючи загальну траєкторію. Хмарний пояс - це пояс, де дві горизонтальні лінії поясу є хмарними. Щит, утворений з кількох таких поясів, де більше одного, є поясною хмарністю.

## Створення
Лінію хмарності можна побудувати з двох паралельних рядів кіл, один ряд розташований у шаховому порядку відносно іншого, так що кожне коло дотикається до двох кіл іншого ряду. Кожне коло в нижньому ряду має торкатися двох верхніх приблизно під кутами 45 і 135 градусів, а кожне коло у верхньому ряду має торкатися двох нижче під кутами 225 і 315 градусів.

## Приклади
Середньовічний герб родини Даунсі з Вілтшира, Англія, мав поясну хмарність. Його використання в гербах можна побачити у справах Джонса і Манка, обидва Канада, ФЛІТВУД БОРО РАДА, Англія та РАДА ГОРОДУ ХАЙД, Англія.